# Kaťuša (raketomet)
Kaťuša (rusky Катюша) je typ lafetovaného raketometu vyráběného a nasazeného Sovětským svazem za druhé světové války. 
Lafetované raketomety tohoto typu odpalovaly výbušniny do cílové oblasti rychleji než běžné dělostřelecké zbraně, ale s nižší přesností a vyžadovaly delší čas na opětovné nabití. Ve srovnání s polními děly jsou zranitelné, ale levné, snadno se vyrábějí a jsou použitelné na jakémkoli podvozku. Druhoválečné Kaťuše, první sovětské masově vyráběné samohybné dělostřelecké zbraně, byly obvykle montovány na podvozku obyčejných náklaďáků. Tato mobilita dala Kaťuším a dalším samohybným dělostřeleckým prostředkům jednu výhodu: schopnost velké palby najednou a poté se stáhnout před odvetnou dělostřeleckou palbou.
Mezi druhoválečné Kaťuše patřily raketomety BM-13, lehký BM-8 a těžký BM-31.

## Vývoj
Vývoj raket začal v Sovětském svazu již na přelomu 20. a 30. let 20. století. Roku 1933 byl ustanoven Reaktivní vědeckovýzkumný ústav, jehož úkolem bylo vojenské využití raketových střel. Na Kaťuše pracovali inženýři Georgij E. Langemak, Vladimir Artemiev, Boris Petropavlovskij, Jurij Pobedonoscev a další pod Langemakovým vedením. V roce 1937 byl Langemak uvězněn, mučen, odsouzen v zinscenovaném procesu a popraven.
V prosinci 1937 byly jako první operačně zavedeny letecké rakety RS-82 a bojově nasazeny u letounů I-15 a I-16 u Chalchyn Golu. O rok později byly zavedeny těžší RS-132, které měly dostřel 7 100 m. Z leteckých raket pak byly pro raketové polní dělostřelectvo odvozeny pozemní střely M-13 Kaťuša (ráže 132 mm, dostřel 8,5 km) a mohutnější nadkaliberní M-31 Váňuša (ráže 300 mm, dostřel 2,8 km). 
V průběhu války však byly používány i jiné typy, např. M-8 (ráže 82 mm, dostřel 5,5 km) , či M-20 (ráže 132 mm, dostřel 5 km)
V květnu 1939 bylo připraveno na zkoušky odpalovací zařízení, kterým byl 24násobný raketomet na podvozku nákladního automobilu ZIS 6.
Později se začala vyrábět zdokonalená verze pod označením M-132 nebo MU-2 s 8 kolejnicovými rampami pro redukovaný počet 16 střel. Dalšími verzemi byla odpalovací zařízení pro 36 a dokonce i 48 raket. Raketomety Kaťuša vznikly ve Voroněži a během druhé světové války byly montovány na mnoho podvozků, včetně nákladních automobilů, dělostřeleckých tahačů, tanků a obrněných vlaků, jakož i na námořních a říčních plavidlech jako zbraně podporující útok. Sovětští inženýři také namontovali jednotlivé rakety Kaťuša podél železničních tratí, aby sloužily v městském boji. Mezi tyto nákladní automobily patřily ZIS 5 a ZIS 6. Později se začaly používat automobily dodané z USA (Ford-Marmon, Chevrolet, Studebaker US6). Raketomety „Kaťuša“ byly umísťovány i na podvozcích lehkých tanků (T-40, T-60) a pásových traktorů (STZ-5). Po druhé světové válce byly montovány na podvozky sovětských nákladních automobilů ZIS-151 a ZIL-157.

## Bojové nasazení
Salvové raketomety byly na začátku druhé světové války přísně tajné. Vznikla proto speciální jednotka vojsk NKVD. Prvních sedm raketometů bylo nasazeno do boje 14. července 1941 u města Rudnja ve Smolenské oblasti. Pokusná baterie zařízení BM-13 na podvozcích automobilů ZIS-6 vypálila salvu raket na jednotky německé 5. pěchotní divize. Zde poprvé Němci uslyšeli typický skřípavý hvízdot odpálených Kaťuší, kterým později začali říkat „Stalinovy varhany“ (Stalinorgel). 16. července 1941 vystřelila pokusná baterie salvu reaktivních střel na železniční uzel a křižovatku v Orši. Salva způsobila Němcům těžké ztráty a silný požár, který hořel několik dní. Po úspěchu utvořila Rudá armáda nové gardové minometné baterie, jak se kaťuše oficiálně nazývaly, k podpoře pěších divizí. Doplněk baterie byl standardizován na čtyřech odpalovacích zařízeních. Zůstaly pod kontrolou NKVD až do doby, než se na bojišti staly běžné německé raketomety Nebelwerfer. 
Přestože na začátku bojů na východní frontě fungovala jen 1 baterie těchto raketometů, do konce roku 1941 bylo ve službě osm pluků, 35 samostatných praporů a dvě nezávislé baterie s celkem 554 odpalovacími zařízeními. Koncem roku 1944 již Rudá armáda disponovala více než 10 000 raketomety Kaťuša.
Z raketometů BM 13-16 se stala obávaná zbraň. Spolu s tankem T-34 se stala jednou z nejpoužívanějších sovětských motorizovaných zbraní. Salvový princip pak udělal z nepřesnosti raket jejich výhodu. Velký rozptyl umožnil salvě raket vypálené jedním směrem pokrýt značný cílový prostor smrští střepin, která ničila vše živé. Raketomety „Kaťuša“ se staly jedním ze symbolů Velké vlastenecké války.
Rakety z raketometů BM-13 ničily veškerou živou sílu i vojenskou techniku, včetně většiny německých tanků. Naopak těžší německé stroje jako Panzer V Panther a Panzer VI Tiger I dokázaly raketám odolat. Skoro dvě třetiny Kaťuší byly v bitvách zničeny[zdroj?]. Bylo to zejména proto, že neměly žádnou pasivní ochranu, která z nich dělala lehké cíle i pro nepřátelské letectvo.

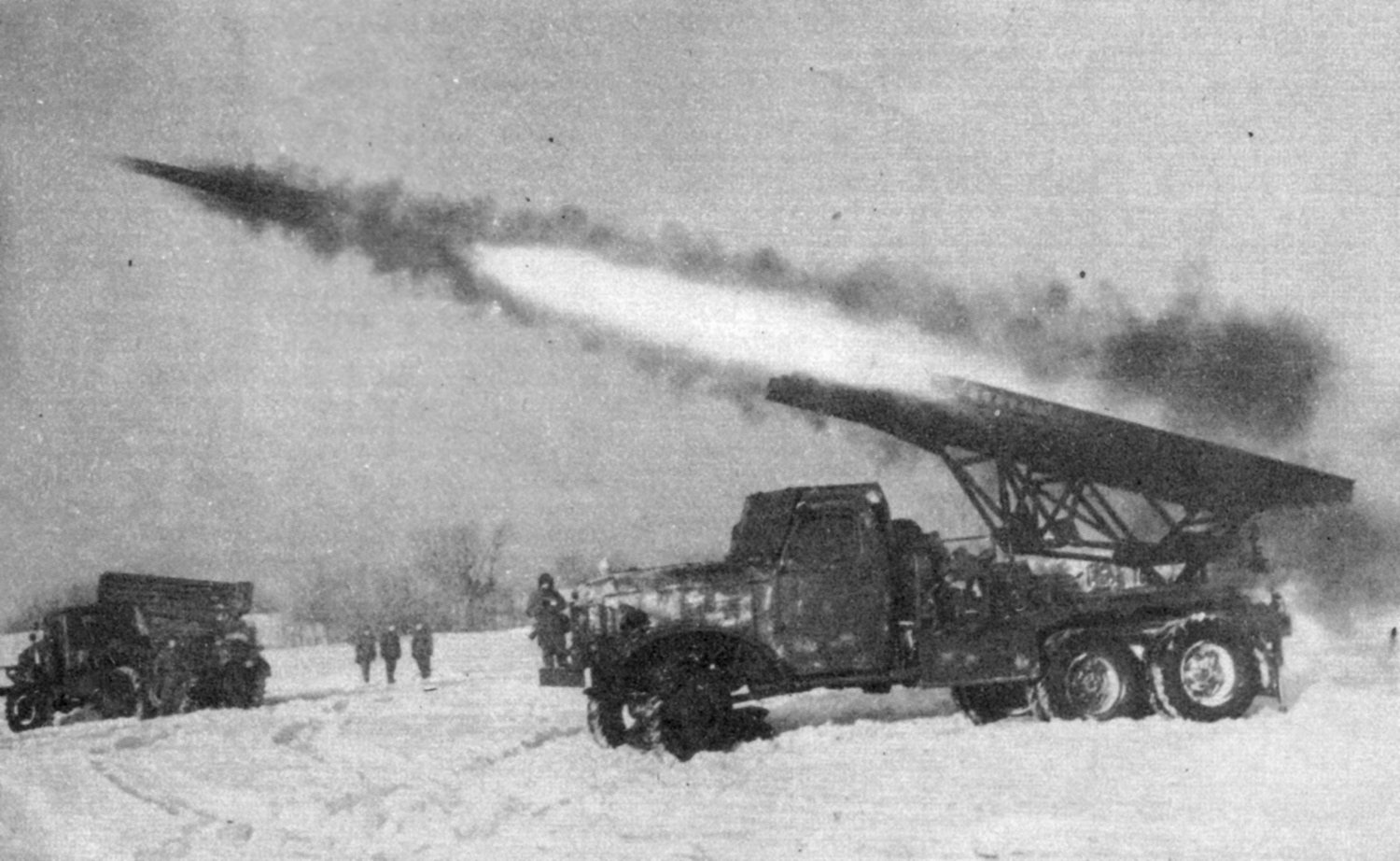
Kaťuša při odpálení rakety
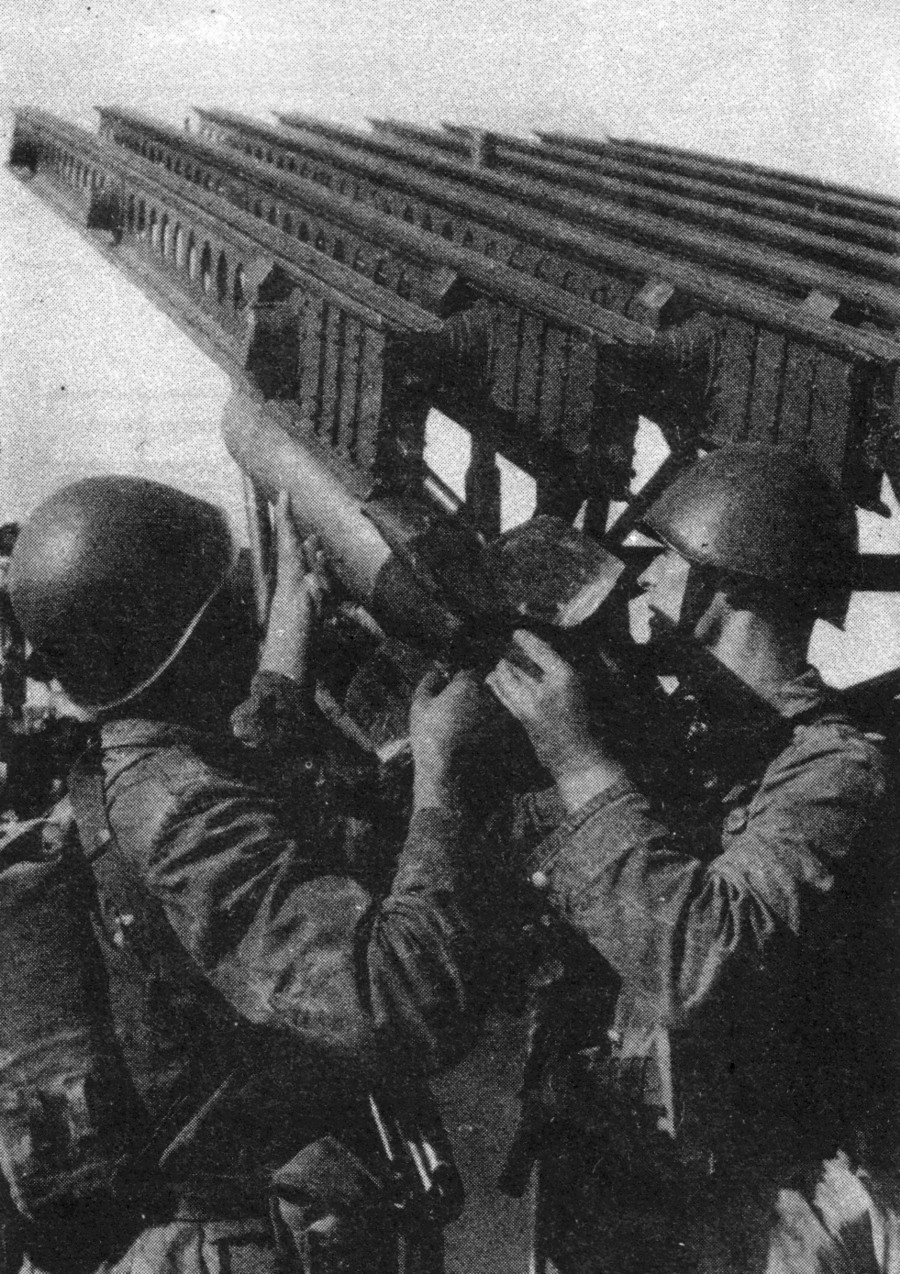
Nabíjení Kaťuši
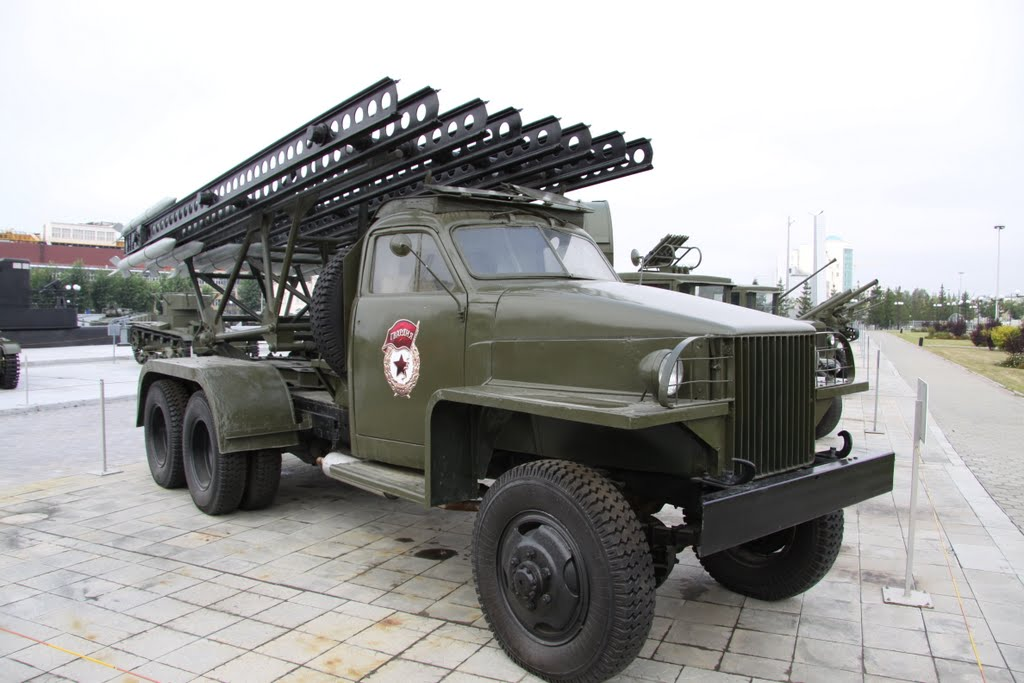
Raketomet Kaťuša BM-13N na podvozku Studebaker US6
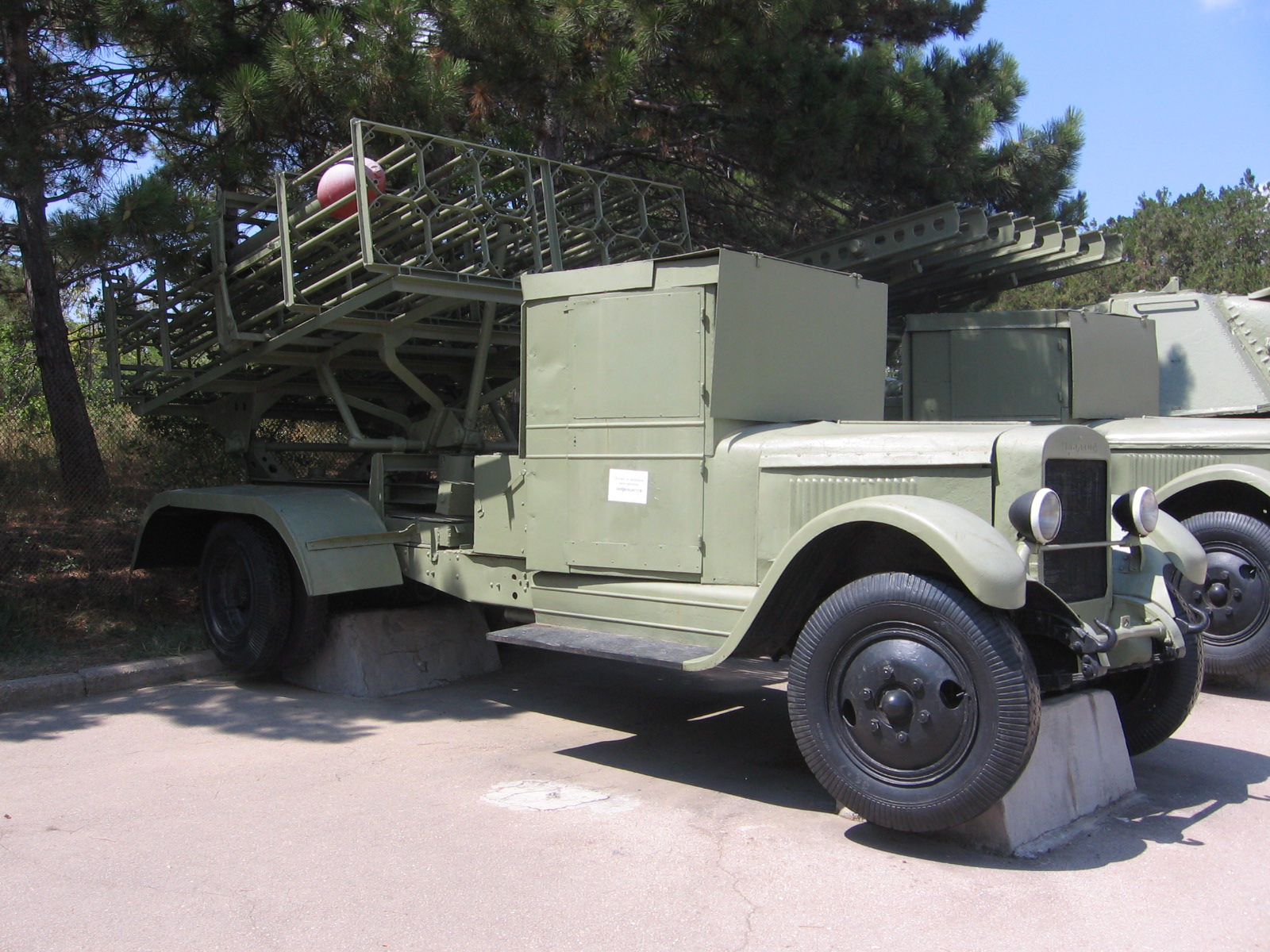
Raketomet Kaťuša BM-31-12 na podvozku ZIS-12
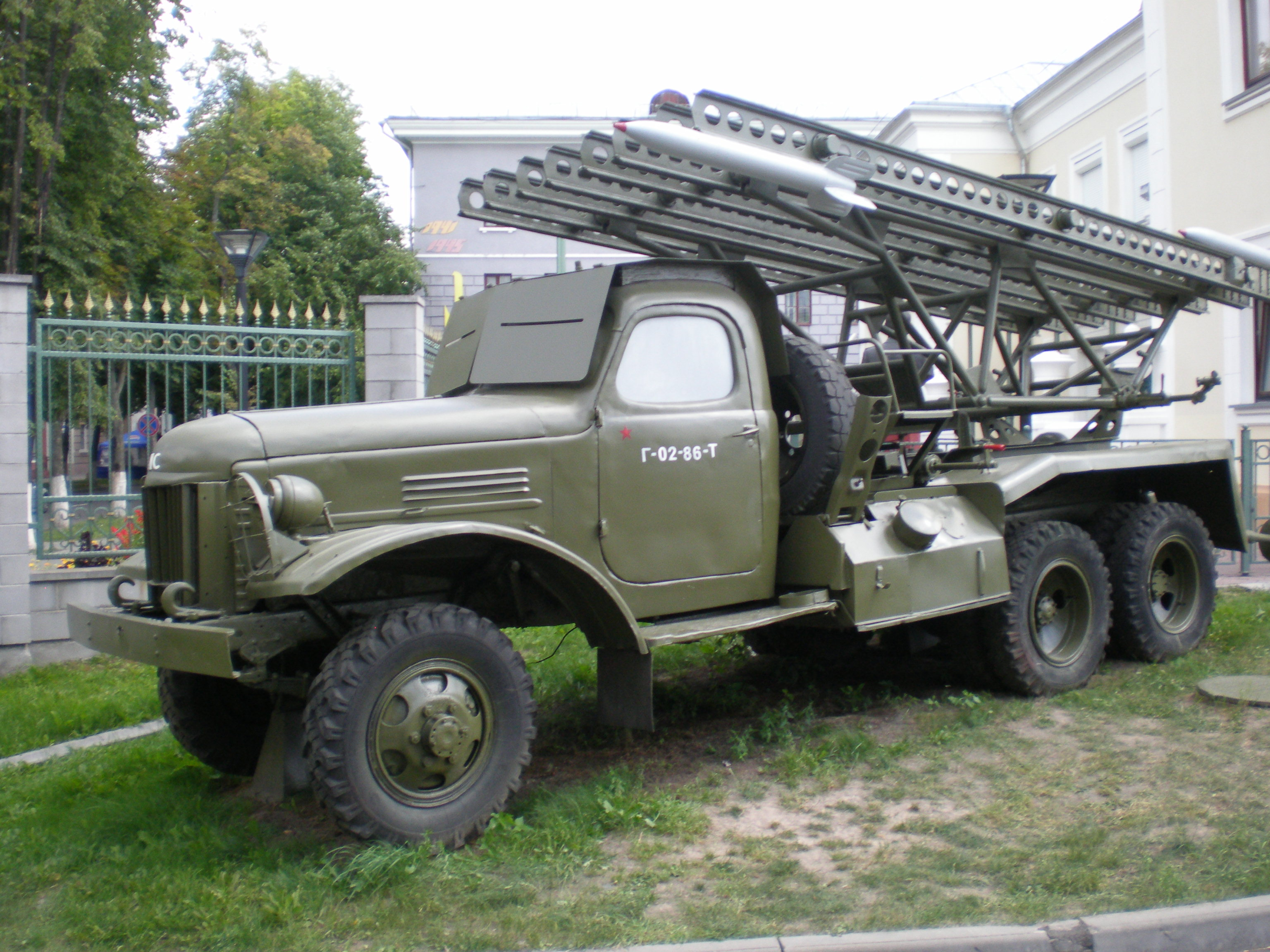
Raketomet Kaťuša na podvozku ZIS-151
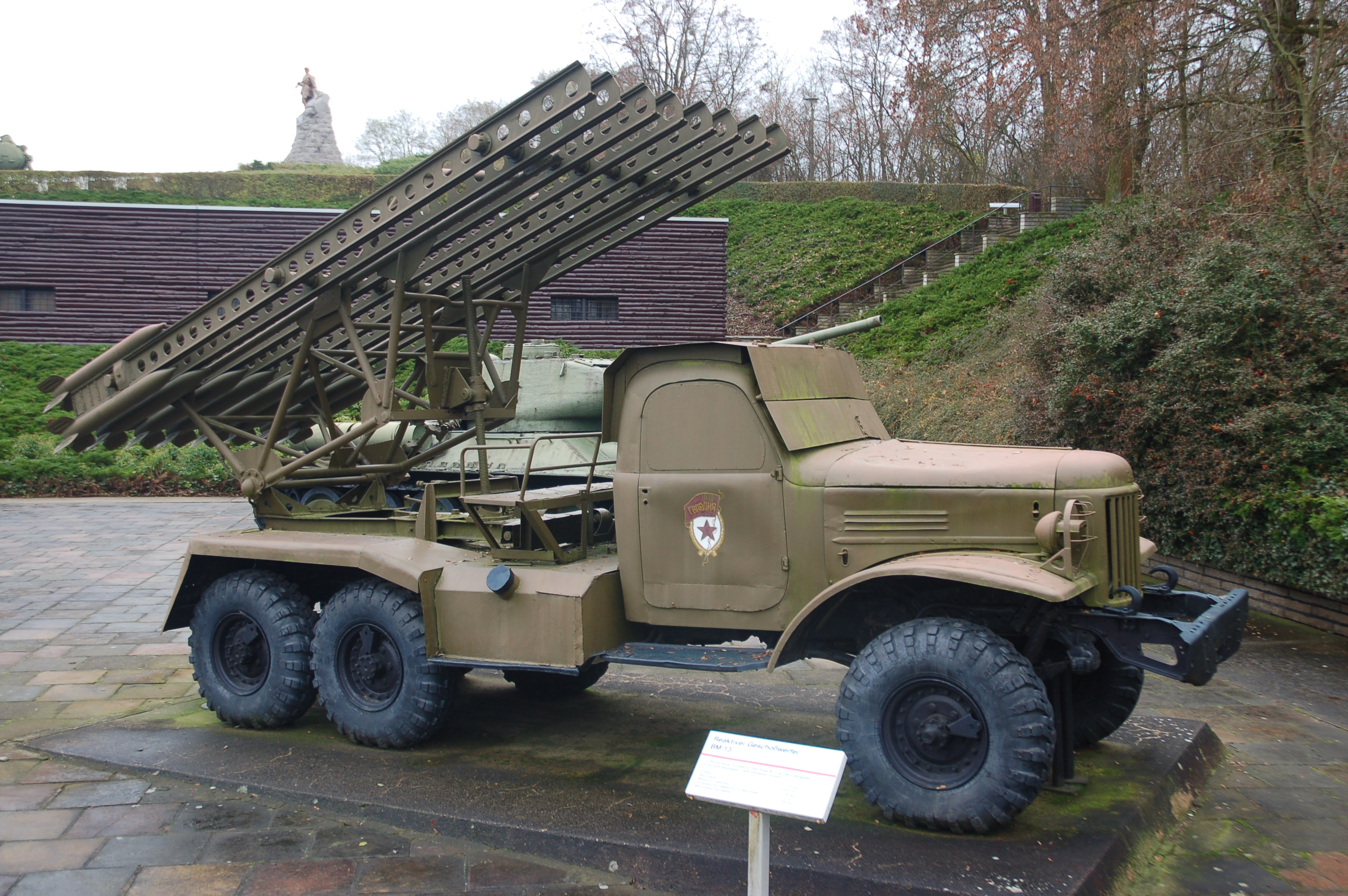
Raketomet Kaťuša na podvozku ZIL-157

## Technické a provozní parametry
- Automobil: ZIS-6
- Osádka: 3 (řidič, velitel, nabíječ)
- Pancéřování max. 30 mm
- maximální rychlost: 50 km/h
- Dojezd: 180 km
- Hmotnost: 5730 kg
- Výzbroj: dle typu odpalovacího zařízení a typu raket
- Dostřel: dle typu raket

## Typy raket
| Název  | Ráže (mm) | Dolet (max) | Hlavice |
| ------ | --------- | ----------- | ------- |
| M-8    | 82        | 5900 m      | 0,64 kg |
| M-13   | 132       | 8740 m      | 4,9 kg  |
| M-13DD | 132       | 11 800 m    | 4,9 kg  |
| M-13UK | 132       | 7900 m      | 4,9 kg  |
| M-20   | 132       | 5050 m      | 18,4 kg |
| M-30   | 300       | 2800 m      | 28,9 kg |
| M-31   | 300       | 4325 m      | 28,9 kg |
| M-31UK | 300       | 4000 m      | 28,9 kg |